# Université de Hull
L'université de Hull est une université anglaise fondée en 1927, située à Hull
(Yorkshire). Le campus principal est situé à Cottingham Road, dans le nord-ouest de la ville ; un autre campus est situé dans la ville voisine de Scarborough. Le campus principal abrite également l'école de médecine de Hull-York, une initiative conjointe avec l'université d'York.
L'université était autrefois le lieu de travail du poète Philip Larkin qui y était bibliothécaire. Il a également été le lieu de travail du poète Andrew Motion et du réalisateur du film Anthony Minghella.
Lord Wilberforce a été chancelier de l'université de 1978 à 1994, et était connu pour sa participation à la vie de l'université et la faculté de droit. Le baron Robert Armstrong de Ilminster a été chancelier de 1994 à 2006. Virginia Bottomley est devenue l'actuelle chancelière en avril 2006.

## Historique
La première pierre de l'University College de Hull, en tant que collège externe de l'université de Londres, a été posée en 1927 par le duc d'York. Elle a été construite sur un terrain donné par la municipalité de Hull et des bienfaiteurs locaux. Un an plus tard, les 14 premiers départements de sciences pures et les arts ont ouvert avec 39 étudiants. Le collège à ce moment-là consistait en un unique bâtiment.
Le collège a obtenu sa Charte royale en 1954 qui l'habilitait à délivrer des diplômes qui lui sont propres, ce qui en fait la troisième université dans le Yorkshire et la 14e en Angleterre.

Logo de l'université de Hull.

En 1972, George William Gray et Ken Harrison ont découvert des cristaux liquides à température ambiante au laboratoire de chimie de l'université, qui ont été un succès immédiat dans l'industrie électronique et des produits de consommation. Cela a conduit Hull à devenir la première université à se voir attribuer le Queen's Award pour la réalisation technologique pour le projet commun de développement de matériaux pour l'affichage à cristaux liquides.

## Relations internationales
L'université est membre de l’Université de l'Arctique. UArctic est un réseau international d’universités, d’instituts de recherche et d’organisations ayant pour but de promouvoir, coordonner et soutenir la recherche ainsi que l’éducation en régions arctiques.

## Personnalités liées à l'université

### Enseignants
- Malcolm Bradbury – enseignant (1959–1961), écrivain et scénariste britannique
- Jacob Bronowski – enseignant en mathématique(1934–1942), mathématicien britannico-américain d'origine polonaise, de tradition hébraïque, philosophe des sciences et poète
- George William Gray – professeur de chimie organique instrumental connu pour ses travaux sur les cristaux liquides
- Sir Alister Hardy biologiste marin, spécialiste du zooplancton et des écosystèmes marins, premier professeur de zoologie de l'université (1928–1942)
- Richard Hoggart - professeur (1946-1959), spécialiste de la littérature anglaise, de la sociologie et à l'étude ethnographique des milieux culturels, avec un intérêt marqué pour la culture populaire britannique
- Ludwig Lachmann – économiste allemand de l'École autrichienne d'économie, professeur (1943–1948), rejoint ensuite l'université du Witwatersrand
- Philip Larkin – bibliothécaire, il fonde et dirige la bibliothèque de l'université (1955–1985), poète, critrique de jazz et écrivain
- Sir Andrew Motion – enseigne l'anglais (1976–1980), poète, romancier et biographe anglais
- Bernhard Neumann – enseigne les mathématiques (1946–1948), mathématicien germano-anglo-australien spécialiste de théorie des groupes
- Guido Imbens - économiste et économètre néerlandais et américain
- Richard Swinburne – philosophe de la religion et des sciences, ultérieurement professeur de philosophie à l'université d'Oxford

### Étudiants
- Ana Brnabić, femme d'État serbe, nommée présidente du gouvernement le 29 juin 2017
- Georges Bégué, ingénieur français qui, pendant la Seconde Guerre mondiale, est engagé comme agent secret du Special Operations Executive
- Richard Corbett, homme politique, député européen travailliste
- Tracey Crouch, femme politique eurosceptique puis ministre des Sports britannique
- Douglas Dunn, poète
- Tony Galvin, footballeur
- Anthony Giddens, sociologue britannique et professeur de sociologie
- Angellah Kairuki, femme politique tanzanienne
- Muhtar Kent, homme d'affaires turc et américain, CEO (PDG) de l'entreprise The Coca-Cola Company de 2008 au 1er mai 2017
- Sally Lindsay, actrice
- Nicholas Liverpool, homme d'État dominiquais, sixième président de  Dominique du 2 octobre 2003 au 17 septembre 2012* Anthony Minghella, réalisateur de film
- Ada Osakwe, entrepreneuse nigériane
- Jonathan Raban, écrivain anglais
- Philip Sugden, historien
- Tracey Thorn – chanteur (au sein du duo Everything But The Girl)
- Sam Troughton, acteur
- Wouter Van Besien, politicien belge, du parti écologiste Groen
- Ben Watt, autre membre du duo pop Everything but the Girl, (avec Tracey Thorn)
- Magid Magid, ancien maire écologiste de Sheffield (2018-2019) et député européen (2019-)
- Sarah Gilbert, vaccinologue